# Яблоко в реке
«Яблоко в реке» (латыш. Ābols upē) — художественный фильм режиссёра Айвара Фрейманиса, снятый по собственному сценарию на Рижской киностудии в 1974 году. Всесоюзная премьера состоялась 16 августа 1976 года.
Фильм выполнен в квазидокументальной манере на основе сценария не снятого документального фильма «Река», задуманного режиссёром. как попытка проследить за меняющимся в современных условиях патриархальным бытом жителей одного из рижских островов.

## Сюжет
Молодой докер, живущий на рижском острове Закюсала, знакомится на месте археологических раскопок в районе строительства плотины Рижской ГЭС со студенткой Анитой, приехавшей в Ригу из небольшого рыбацкого посёлка. Девушка принимает приглашение понравившегося ей молодого человека провести вечер в клубе, где он играет в самодеятельном вокально-инструментальном ансамбле. После танцев они едут к Янису, но на следующий день Анита неожиданно возвращается домой. Все попытки Яниса найти её на квартире у рижских родственников заканчиваются неудачей. Некоторое время спустя она сама находит Яниса и говорит о своей беременности. Тот, предлагает переехать к нему, в недавно полученную квартиру. Посчитавшая его предложение вызванным жалостью, Анита отвечает отказом.

## В ролях
- Ивар Калныньш — Янис
- Аквелина Ливмане — Анита